# Chiesa dei Santi Pietro e Andrea (Trento)
La chiesa dei Santi Pietro e Andrea è la parrocchiale di Povo, frazione di Trento in Trentino. Risale al XII secolo.

## Storia
Una prima citazione della chiesa di Povo è contenuta negli atti del processo per simonia contro il vescovo di Trento Altemanno, nel 1131. In seguito fu ricordata nel XIV secolo come chiesa dedicata solo a San Pietro.
Due secoli più tardi la facciata venne arricchita di un protiro.
Nel corso del XIX secolo venne sopraelevata la torre campanaria (forse anche riedificata, ma non è certo) e fornita di un nuovo tetto a cipolla e più tardi venne rivista l'intera copertura dell'edificio seguita dalla tinteggiatura degli interni e degli esterni.
Nei primi anni del XX secolo si iniziò col consolidare la struttura della copertura poi si cominciò a valutare la possibilità di riedificare completamente il luogo di culto perché in condizioni di stabilità precarie. Venne decisa la ricostruzione e fu approvato il progetto dell'architetto romano Giulio Barluzzi (in seguito presidente dell'Accademia dei Virtuosi al Pantheon). Ottenuta l'approvazione con alcune condizioni di salvaguardia dell'esistente da parte di Vienna e dopo un crollo, nel 1908 si iniziarono i lavori. La chiesa, ormai chiusa al culto, iniziò ad essere demolita ma subentrarono difficoltà per l'impossibilità di mantenere, come indicato dalle autorità austriache, la facciata originale. L'architetto romano fu sostituito dall'ingegnere trentino Natale Tommasi, non senza polemiche, e i lavori proseguirono.
Del primitivo edificio rimasero solo la parte absidale, gotica, la torre campanaria, il portale sulla facciata e l'antico pronao. Alla fine dei lavori la chiesa fu benedetta e la sua consacrazione solenne venne celebrata nel 1912.
Durante il primo dopoguerra l'abside venne decorata con un dipinto murale, opera di Anton Sebastian Fasal, e all'inizio del secondo conflitto mondiale lo stesso artista lavorò anche alla decorazione del presbiterio.
Gli ultimi interventi di restauro generale sono stati realizzati negli anni ottanta.

## Descrizione

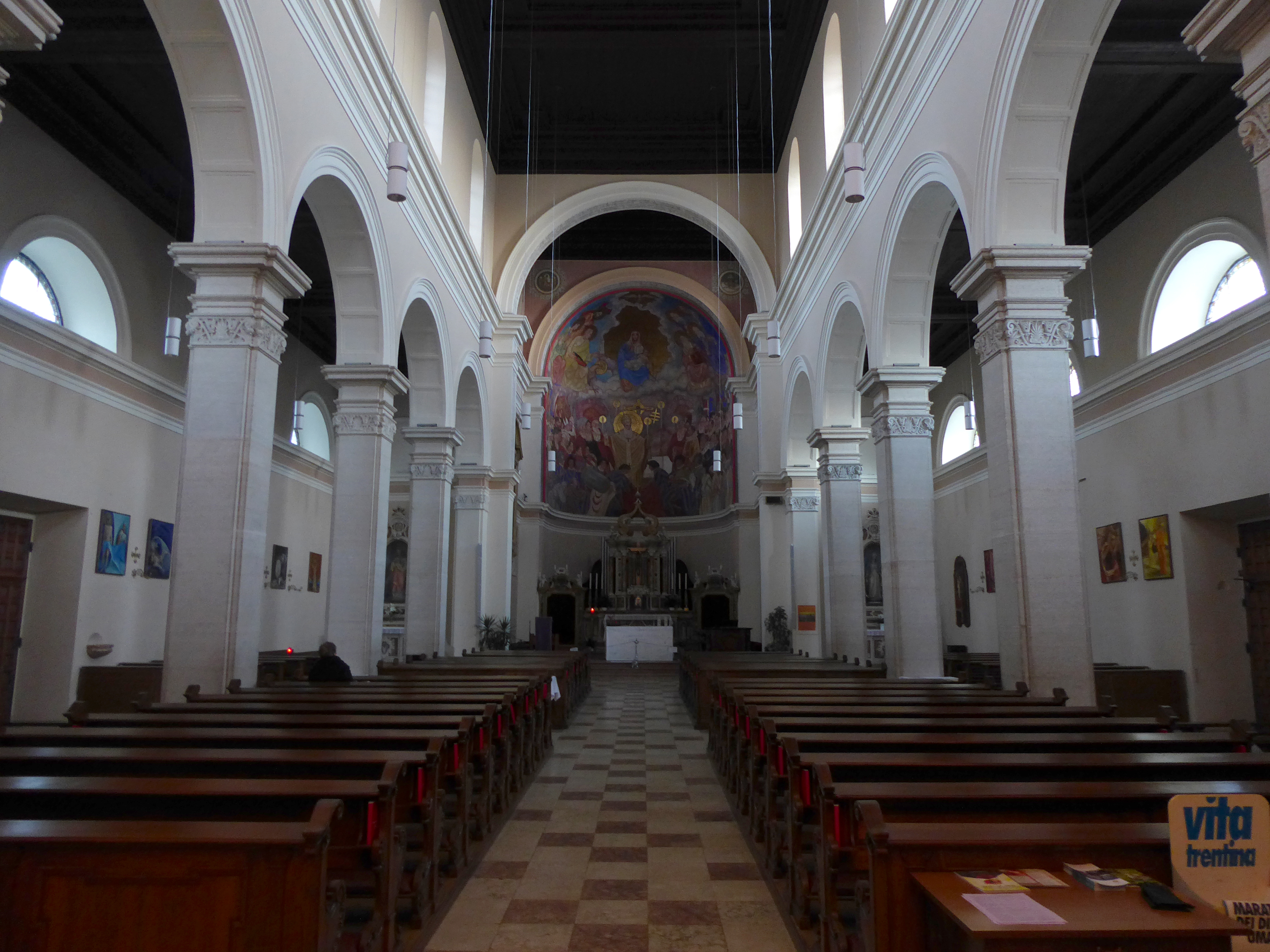
L'interno

L'antica abside, utilizzata come deposito accanto alla sacrestia, conserva resti di un affresco del XIII secolo, la Crocifissione. Nel pronao laterale rinascimentale un Ecce Homo in stile gotico. Sulle pareti della sala sei dipinti con soggetto biblico attribuiti a Francesco Fontebasso. Nel presbiterio il dipinto con i Santi Pietro e Andrea di Marcello Fogolino.